# Іоасаф Коринфський
Іоасаф, митрополит Коринфський (?, Еласон, Греція — 28 червня — 10 липня 1651, біля містечка Берестечко) — Священномученик, митрополит Коринфа, екзарх Константинопольського патріарха в Києві, сподвижник гетьмана Богдана Хмельницького.

## Біографічні відомості
Грек за походженням, народився в Еласоні.
У 1638 році був призначений митрополитом Коринфським. Цього ж року його звільняють із високої посади. Адже найвищий духівник Коринфу був другом покійного вже на той час Константинопольського патріарха Кирила Лукаріса. Було скликано собор, де оголосили анафему Кирилу Лукарісу. Присутній на соборі Іоасаф спробував заступитися за друга, це вартувало йому посади митрополита коринфського. Після таких подій митрополит виїхав із Греції в Єрусалим.
Був місцеблюстителем Єрусалимського патріаршого престолу.
Взимку 1648 року митрополит Іоасаф разом з київським митрополитом Сильвестром та Єрусалимським патріархом Паїсієм, вітав Хмельницького у Києві.
Добре володів українською мовою, був чудовим оратором і щирим захисником православної віри. Він був одним з помічників Богдана Хмельницького у дипломатичних відносинах з тогочасними політично-церковними колами, у тому числі й російським царем Олексієм Михайловичем.
У похід під Берестечко митрополит Іоасаф вирушив із Чигирина. З історичних джерел відомо, що митрополит ранішню та вечірню кожен день проводив у гетьманській столиці і перед битвою просив гетьмана залишити його біля сина в Чигирині. Але гетьман взяв митрополита з собою.
В поході коринфський митрополит Іоасаф в церковному одязі їхав на коні між козаками, перед ним несли церковні корогви й образи. Він звертався до козаків: «Постійте за церкву нашу, яка відродила вас духовно!». Під час Берестецької битви намет митрополита зазвичай розташовувався поруч з гетьманським (сьогодні — це центр села Острів). Під його керівництвом була споруджена церква з 10 похідних палаток, де щоденно він разом із помічником грецьким ченцем Павлом відправляв богослужіння, закликаючи козаків до вірності православній церкві та до її оборони від окатоличення. Перед наметом Іоасафа стояли три грецькі хрести. За допомогою дзвонів (двох великих і одного меншого), скликали всіх на службу.
За народними переказами, перед битвою Хмельницький зранку молився у Михайлівській церкві в селі Острів. А митрополит Іоасаф благословив його на битву з поляками та вручив меч, який був освячений на Гробі Господньому в Єрусалимі.
Пізніше вже в обложеному поляками козацькому таборі митрополит намагався заспокоїти селян, закликав до порядку. Адже селянські повстанці, що стояли окремим табором не були на козацькій раді та знали наміри Івана Богуна про виведення через переправи всіх людей. Налякані селяни, вирішили, що козаки їх залишають, в паніці бігли на переправи, втягуючи у свій потік козацькі полки, які не встигли перейти через мости. Переправи не витримали такого натовпу. Тому в трясовині загинуло багато людей.
Саме тоді поляки ввірвалися до табору й нещадно рубали шаблями всіх, хто там ще залишився, разом з мирними жителями села Острів. Митрополит Іоасаф з хрестом у руці намагався зупинити поляків, закликаючи до милосердя. Та один із молодих шляхтичів убив його з лука. Разом з Іоасафом вбили і диякона Павла.
Ця подія була настільки важлива, що новину про його загибель було залучено до офіційної польської реляції про Берестецьку кампанію.
За свідченням Якова Суші — їх речі забрано. Декілька риз, вишитих перлами і золотом польська шляхта порізала на частини. Забрали також 400 червоних злотих, які були в мішечку підвішені на шиї митрополита, а також малу іконку, вирізьблену із слонової кістки оправлену в срібло. На одній її стороні було зображено розп'ятого Христа, а на другій — святу Трійцю.
Митрополиту відрубали голову і принесли її королю разом із срібною митрою, підшитою оксамитом з позолоченими бляхами і табличками, відлитим із срібла посохом, хрестом з яшми, Євангелієм у золотій оправі, свічниками і чашами. Король викупив у вбивці ознаки духовного сану й передав їх уніатському священику Якову Суші, який правив службу в польському таборі. Під час подячного молебну за перемогу над козаками він склав ці речі перед іконою Холмської Богородиці.

### Поховання
Польський король Ян Казимир наказав вбитих духовних осіб похоронити в найближчій православній церкві. Таким храмом була Михайлівська церква, яку в 1912 році перенесли на територію НІМЗ «Поле Берестецької битви». Під час археологічних розкопок у 1971 році, археолог Ігор Свєшніков досліджував урочище Попів Горб, де стояла Михайлівська церква. Він виявив поховання двох дорослих чоловіків. Вони лежали один на одному в одній ямі. Зверху останки людини без голови, яка була відрубана і лежала біля правого коліна. Нижній — належав чоловікові віком понад 50 років. У його верхній центральній частині черепа та над правою скроневою кісткою були округлі отвори від мушкетних куль. Дослідники припускають, що це було поховання митрополита Іоасафа та його найближчого помічника грецького ченця Павла.
Сьогодні, на місці, де було знайдено останки встановлено пам'ятник, а останки митрополита та диякона Павла знаходяться в гробниці Георгіївської церкви, що на «Козацьких могилах».
У 2003 році археологи винайшли на полі Берестейської битви панагію, яка могла належати митрополиту Іоасафу.